# Nyírfalva
Nyírfalva település Romániában, Szilágy megyében.

## Fekvése
Zilahtól északra, a Szilágy-patak mellett, Szilágyszentkirály és Szilágyszeg között fekvő település.

## Története
Nyírfalva (Nyirmon, Bulgaj) a szájhagyomány szerint a XVII. század elejéig egészen magyar község volt. Magyar lakosait azonban a környéken folyt  harcok viharai elsöpörték. 1719-ben települt újra.
Nevét az oklevelek 1413-ban említették először Nyrmon néven.
1469 előtt Dobai család, Dobai István fiának Balázsnak birtoka volt. 1475 körül Nagy Bálint birtoka volt, kinek jobbágyai ekkor 6 forint adót fizettek.
1543-ban Dobai Lázár és Bőnyei Mátyás volt Nyirmon birtokosa.
1569-ben János Zsigmond Rátóti Gyulafi Lászlónak adott itt egy részbirtokot, mely birtokrész még Báthory György hűtlenségbe esésével szállt a kincstárra.
1583-ban fejedelmi ajándékként kaptak itt részbirtokot Ákosi Pap, másként Vid, István meg Ferenc János és András fiai.
Várad eleste és 1682 közötti időkben Nyirmon elpusztult, s csak 1719-ben települt újra.
1720-ban a népesség száma már újra 117 lélek volt, melyből 63 magyar, 54 oláh lakos volt. 1733-ban Nyirmon (Bulgarj) oláh családainak száma 14 volt.
1847-ben 338 lakosa volt, valamennyien görögkatolikusok. 1890-ben 335 lakosa volt.
1910-ben 2 magyar és 383 román lakosa volt.
Nyírfalva (Nyirmon) a trianoni békeszerződés előtt Szilágy vármegye Szilágycsehi járásához tartozott.

## Nevezetességek
- Szent Mihály és Gábriel arkangyalok fatemplom

## Galéria

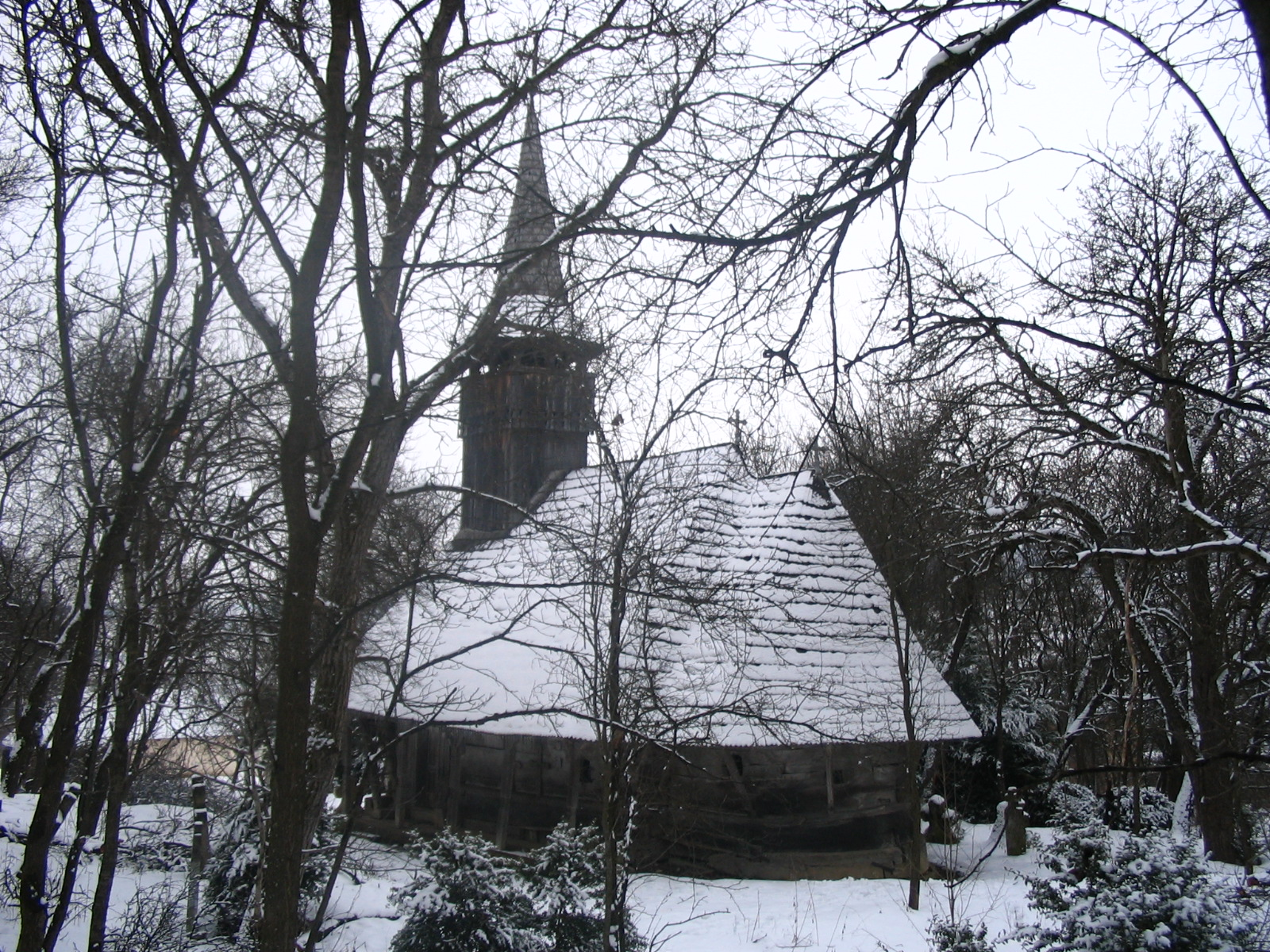
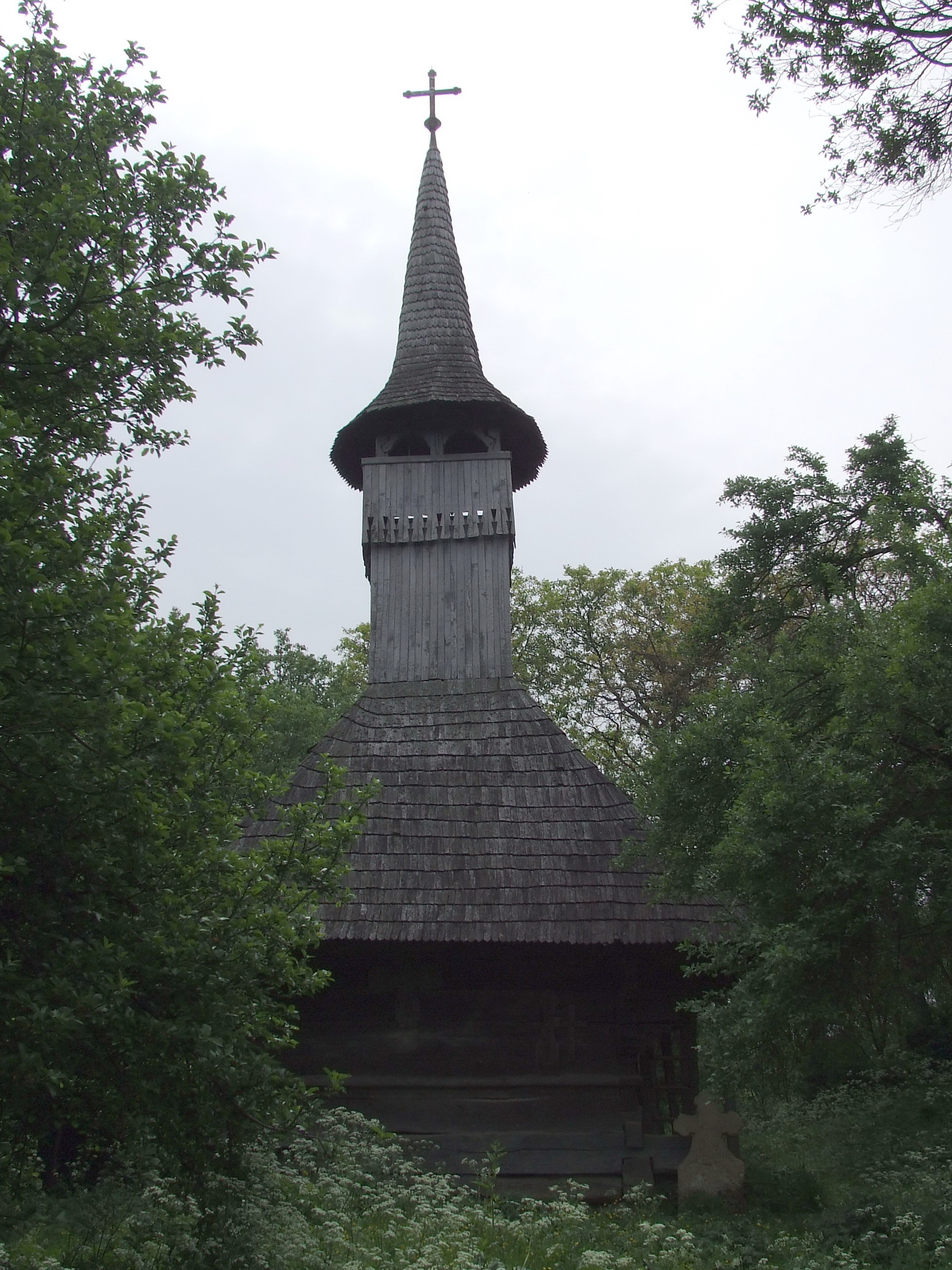
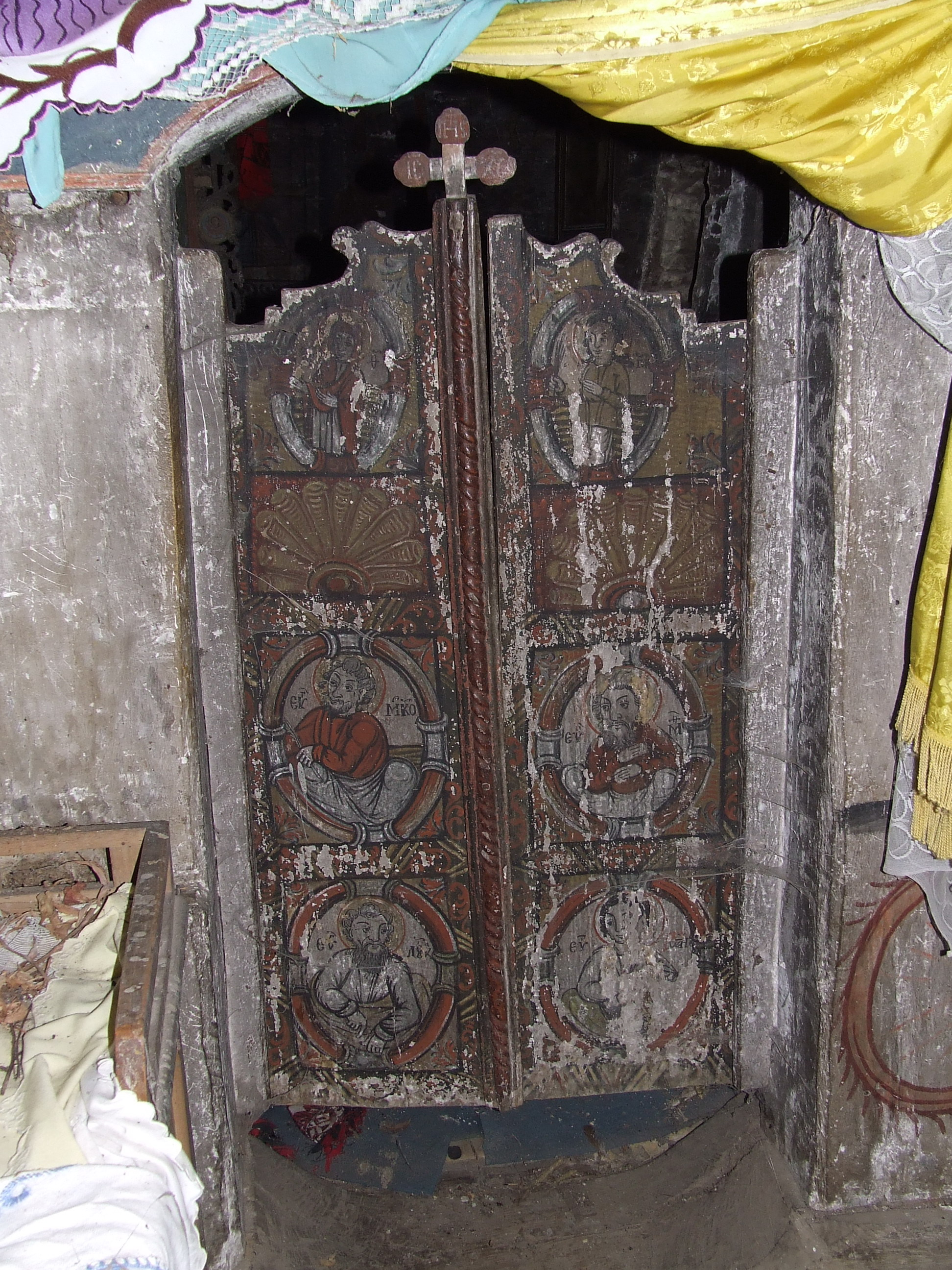
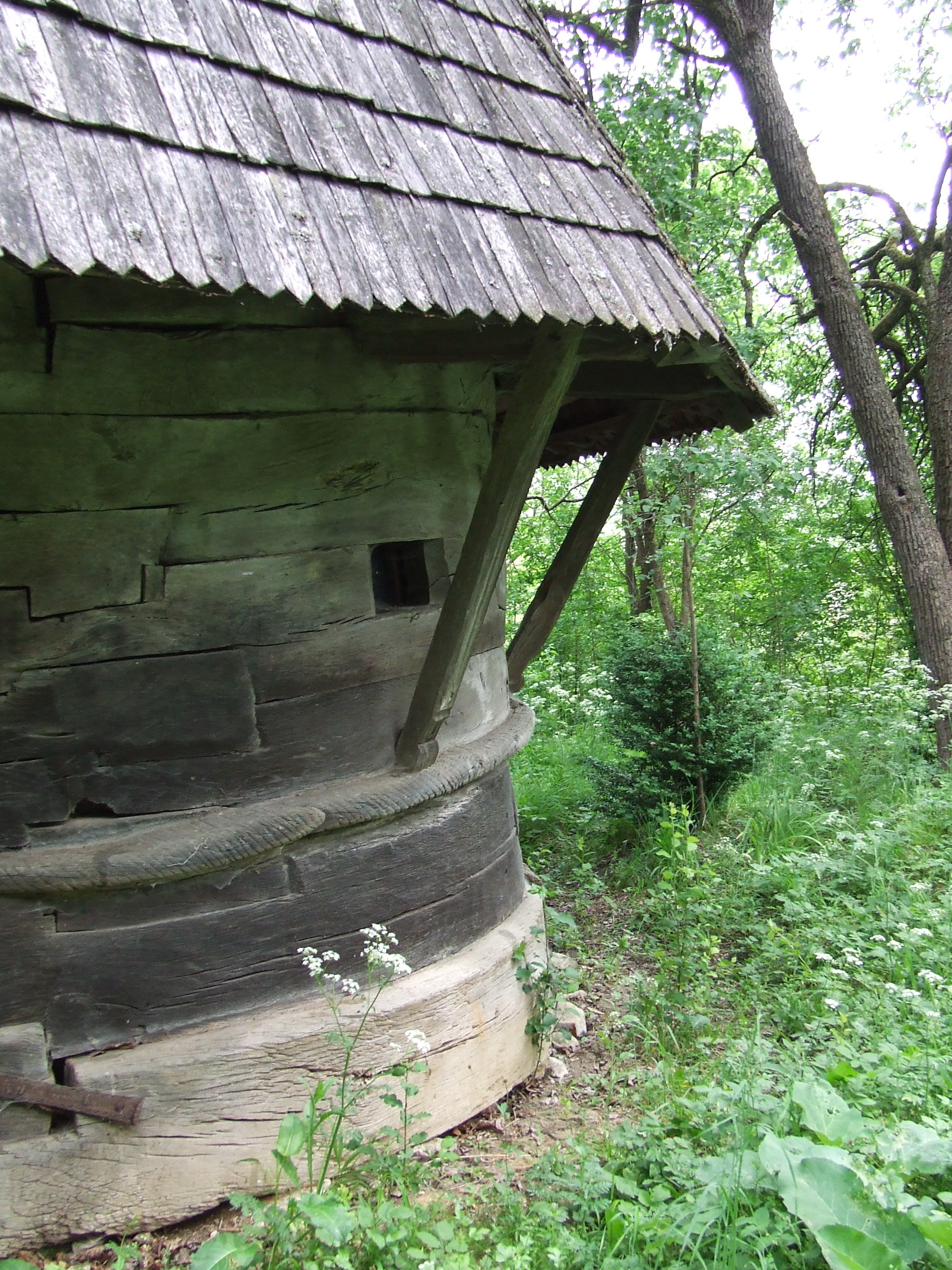